# 李旎
李旎（1986年1月27日—），网名为李旎CarlyLee，是来自中国广东省肇庆市的女性企业家，现为哔哩哔哩副董事长、首席运营官、党委书记、工会主席。中华全国青年联合会第十三届委员会委员。

## 人物经历

### 早年经历
李旎曾就读于广东肇庆中学。2004年高中毕业后，进入湛江师范学院（现岭南师范学院）就读法律专业至2008年,在校曾为学生会主席。
大学毕业后曾创办为企业提供信息的咨询公司。2012年，在傅盛邀请下，加入其与陈睿共同创办的金山网络（今猎豹移动），并因此结识陈睿。

### 加入bilibili后
2014年，李旎和陈睿一起退出金山网络、加入由徐逸创办的Bilibili，并分别成为首席运营官与董事长。
2018年3月，哔哩哔哩成功登陆美国纳斯达克。李旎开始兼任哔哩哔哩副董事长。
2019年6月，哔哩哔哩党支部升级为党委，李旎任党委书记。
2020年8月，在全国青联第十二届八次主席会议上，当选为中华全国青年联合会第十三届全国委员会委员。

## 荣誉
中华全国青年联合会第十三届委员会委员；2020年度上海市青年五四奖章获得者。
2020年11月，被第二十一届中国视频榜发布盛典评选为2020中国视频榜“年度出品人”。同时被评为中国新闻周刊2020年度影响力人物荣誉盛典 “年度行业创新“人物，和36kr“2020年度36位36岁以下了不起的创业者”。
2020年11月，李旎以37亿元人民币财富位列《2020胡润80后白手起家富豪榜》第61名。
2021年2月22日，福布斯中国发布2021年度中国杰出商界女性榜，李旎位列第25名。
2021年4月13日，李旎以80亿元人民币财富位列《2021胡润全球白手起家U40富豪榜》第71名。